# Домініон (телесеріал)
«Домініо́н» (англ. Dominion) — американський постапокаліптичний надприродний телесеріал з елементами бойовика, створений Воном Вілмоттом за мотивами апокаліптичного фільму «Легіон» (2010) сценаристів Пітера Шинка та Скотта Стюарта. У грудні 2013 року американська мережа кабельного телебачення Syfy замовила пілотний епізод, який вийшов в ефір 19 червня 2014 року. Зйомки відбувалися у Кейптауні, Південна Африка. Скотт Стюарт став виконавчим продюсером серіалу та режисером пілотного епізоду, сценарій якого написав Вілмотт.
25 вересня 2014 року телесеріал продовжений на 13-серійний другий сезон, трансляція якого тривала з 9 липня по 1 жовтня 2015 року.
1 жовтня 2015 року Syfy вирішила відмовитись від продовження телесеріалу на третій сезон через падіння рейтингів та зменшення глядацької аудиторії.

## Сюжет
Бог зникає, і в його відсутність архангел Гавриїл і його військо нижніх янголів розпочинають війну проти людства, вважаючи його причиною відсутності Бога. Хоча більшість вищих янголів залишилися нейтральними, Гавриїл переконав нижніх янголів, «небесних псів», які після захоплення людського тіла виділялися чорними очима, боротися разом з ним. 25 років потому залишки людства виживають у декількох укріплених містах. Архангел Михаїл вибрав сторону людства, проти Гавриїла, живучи серед людей в укріпленому місті Вега (частина колишнього Лас-Вегаса). Серед тих що вижили популярне пророцтво про пришестя Обраного, який врятує людство.

## Головні ролі
- Крістофер Іган — Алекс Леннон, сержант 1-го класу. Молодий і часто бунтівний солдат рангу V2 у корпусі архангелів Веги, коханець Клер і батько її дитини, син Чарлі (з фільму Легіон) і Джипа. Алекс Леннон є сиротою, його мати померла, коли він був маленький, а батько залишив у ранньому віці. Щоб вижити, Алекс вирішив стати солдатом, він піднявся вгору по кар'єрній драбині і отримав ранг V-2. Хлопець приєднався до Корпусу Архангелів, елітного підрозділу, відповідального за захист аристократії Веги. Завдяки цьому призначенню до будинку Райзенів Алекс розробив секретні романтичні відносини з Клер Райзен, донькою керівника міста генерала Райзена. Часто бунтівний, Алекс намагається збалансувати своє почуття обов'язку з його потребою в свободі.
Його батько, повернувшись до міста, помирає невдовзі на руках сина, Алекс дізнається, що він — майбутній рятівник людства, відомий як «Обраний», центральна фігура домінуючої офіційної релігії Веги («Спаситель»). Разом із архангелом Михаїлом Алекс захищає місто Вега від Гавриїла та інших загроз, в той же час намагаючись розшифрувати таємничі татуювання на своєму тілі.
Алекс імпульсивний, недисциплінований, свавільний і бунтівний, але паралельно сміливий, жалісливий і вірний. Михаїл бачить його, як добру людину, «останнє чисте серце». Алекс глибоко кохає Клер і засмучений своїм статусом як простий солдат V2. Він хоче допомагати людям, використовуючи свої придбані здібності, особливо заради рідних і близьких.
Алекс навчається військовій боротьбі та стрільби з рук. Його здібності в значній мірі нерозкриті. Він єдина людина, яка може прочитати татуювання, володіє надлюдською силою (Алекс може боротися проти ангелів на рівних, з часом навіть проти Михаїла), ясновидінням і екзорцизмом. У фіналі першого сезону Алекс здається Гавриїлу, щоб забезпечити виживання Веги та врятувати Ному Бенкс.
У сезоні 2 Алекс вислизає після бомбардування храму Гавриїла, рятуючи подругу Ному, і подорожує від Веги до легендарного міста Нью-Делфі, таємничого людського анклаву, сподіваючись укласти військовий союз з харизматичним лідером. Алекс має намір використовувати свій статус обранця, щоб отримати армію Веги проти Гавриїла. Проте потенційний союз виявляється марним, оскільки лідер Нью-Делфі — чорноокий, одержимий помстою проти Гавриїла і Михаїла. Алексу вдається втекти з міста разом з Номою, і разом з Михаїлом вони потрапляють у Вегу, де триває громадянська війна. Він возз'єднується зі своїм старим коханням, Клер, і дізнається, що вони втратили дитину. Після катастрофи через Амфору Пітьми розкриваються здібності Алекса робити масовий екзорцизм і мати імунітет проти Амфори, бо за словами Михаїла, той не має темряви всередині себе. Алекс успішно закриває Амфору, рятуючи Ному, якій зізнається у коханні, Михаїла і решту Веги. Леннон втрачає Клер, вона помирає в нього на руках. Обраний шокований у кінці другого сезону, коли дізнається, що Нома стала послідовником Люцифера та зрадила Михаїла. Тим не менш, він отримує новий натовп послідовників після надання допомоги людям Веги.

- Том Вісдом — Архангел Михаїл. Легендарний воїн, відомий впродовж всієї історії як найвеличніший з архангелів. Він став на сторону людства під час війни на винищення проти власного виду і зіграв важливу роль у розгромі свого брата Гавриїла і збереженні того, що залишилося від людства. Тепер він виступає як захисник Веги, першої лінії оборони проти армії Гавриїла, командир Корпусу Архангелів, елітного підрозділу, відповідального за захист аристократії Веги. Його вчинки часто важко зрозуміти, проте Михаїл є неоціненним союзником; він головний консультант генерала Райзена, коханець Беккі, керівник і захисник Алекса. За останнім він спостерігав все життя і працює над тим, щоб навчити його і зробити з нього Обраного.
На відміну від своїх братів Михаїл вважає, що людство повинно боротися для того, щоб зберегти своє існування. Проте на початку свого життя він був безжальним і безсердечним «мечем Бога»; приносив помсту і справедливість, виконував свої обов'язки по-садистськи, тобто найвірніший слуга Божий, який був готовий слідувати всім його наказам, незалежно від того, наскільки вони були жорстокими. Спочатку Михаїл був порочним архангелом і був відомим, як той, хто проводив Велику Повінь, яка очистила землю.
В архангела все ще є віра в людство і він вважає, що вони гідні спокути. Тим не менше, в кінці першого сезону, після того, як він виявив, що його коханка Бекка Торн катувала беззахисного Луї та збирала інформацію, як убити його колег-ангелів, лють Михаїла виплеснулася, що спричинило вбивство як Беки і солдатів Веги, так і подальшу дуель з Алексом. Він стає ізгоєм, вбиває Бекку і кілька солдатів та відмовляється від Веги. У сезоні 2 Михаїл аналізує свої вчинки і безцільно бродить по пустелі, поки не натикається на ідеальне маленьке таємниче містечко Меллорі в штаті Алабама, яке не зачепила війна людства з ангелами.
- Роксанна Маккі — Клер Райзен. Спочатку вчителька дітей-сиріт, віруючих у Спасителя, дочка генерала Райзена, коханка Алекса, пізніше вагітна його дитиною. Клер була принцесою Веги і спадкоємицею батька як правителька Веги, проти ієрархічної системи. Улюблена народом, завжди робить все можливе, щоб стежити за безпекою нижчих класів міста, незважаючи на своє захищене положення і привілейоване виховання. Клер закохалася в Алекса після того, як він врятував їй життя, будучи її охоронцем в будинку Райзенів, хоча їх таємні відносини заборонені. 
Клер — молода красива жінка, але також вольова і набагато складніша, ніж це здається з першого погляду. Клер розривається у душі, коли її батько наполягає на тому, що єдиний спосіб подолати кастову систему — стати дружиною Вільяма Віла. Завдяки ангелам Уриїл та Гавриїлу Клер змушена визнати, що вона вагітна.
У першому сезоні Клер змушена вступити у шлюб з Вільямом Вілом, це політичний крок, щоб захиститися від його владолюбного батька Девіда. Клер пізніше закінчує відносини з Алексом, щоб вийти заміж за Вільяма. Пізніше заключила останнього у в'язницю, зрозумівши, що він був аколітом, сама ж очікує дитину від Алекса. Клер посіла посаду батька, коли той покинув місто. 
У другому сезоні Клер тепер леді міста, наказує завдати повітряного удару, що знищує тридцять відсотків армії Гавриїла; також стикається з громадянською війною, борючись проти Девіда і його повстанців-союзників. Пізніше просить Гейтса Фоулі, керівника безпеки Веги, про допомогу; вона розділяє поцілунок з ним, що робить його другим любовним інтересом після Алекса. Дізнавшися про зраду Аріки, ув'язнює жінку разом з її коханкою Дарією. Клер радіє, побачивши Алекса живим, але шокована, коли він цілує Ному на камеру. Райзен пізніше галюцинує, бачачи помилкову сім'ю, коли Габріель випускає Амфору Пітьми на Вегу. Показується, що її майбутня, померла дитина була б дівчинкою. Клер допомагає Алексу і Номі зупинити армію чорнооких проти міста Вега. Тим не менш, вона гине від пострілу ангела, що знаходиться в середині її батька, та помирає на руках Алекса. Вона знає, що колись побачить його знову в іншому житті, і що Алекс буде продовжувати захищати світ без неї.

- Карл Б'юкс — Архангел Гавриїл. Архангел, близнюк Михаїла в ієрархії ангелів і лідер ангелів у війні проти людства. Коли Бог зник, Гавриїл, будучи завжди презирливим і ревнивим до привілейованого становища людей та сповнений ненависті до людства в їх зловживанні Землею, повів за собою більшість своїх побратимів у війні проти людей.
Гавриїл досить неоднозначна особистість — в давні часи він був захисником людства: за сюжетом серіалу був, наприклад, наставником Давида, який у поєдинку здолав пращею філістимлянського воїна Голіафа.
Спокійний і зібраний Гавриїл, зараз став надзвичайно жорстоким та імпульсивним, але залишився майстром маніпуляцій. Він, здається, втратив всі священні небесні чесноти, окрім любові до свого брата. Незважаючи на триваючий конфлікт з Михаїлом, Гавриїл сподівається розпалити ненависть брата до людей, щоб привести його на свій бік.
- Ентоні Гед — Девід Віл. Сенатор Веги, один з консулів сенату, голова дому Вілів і батько Вільяма. Девід — головний адміністратор Веги і другий найпотужніший лідер у місті. Безжальний і хитрий, він чудовий політичний гравець, Девід амбітний і владолюбний, абсолютно безжалісний і самозакоханий політик, який завжди на полюванні, щоб зберегти чи збільшити свою владу будь-якою ціною. Колишній телепроповідник, він використовує «психологію віри», щоб маніпулювати людьми. Він люто виступає проти месіанства і вважає Алекса великою загрозою в його прагненні контролю над Вегою, і що він, Обраний, може принести загибель для їхнього суспільства.
- Люк Аллен-Гейл — Вільям Віл (сезони 1, 2). Принципат Веги і син Девіда, Вільям став релігійним лідером церкви Спасителя, релігяї, що виросла з винищувальної війни, вся вона заснована на концепції «Обраного». З першого погляду, Вільям звичайний чернець з добрим серцем, але насправді він таємно вірний Гавриїлу, архангелу і ворогу людства. Вільям має комплекс неповноцінності, глибоко бажаючи заслужити повагу батька і тужить через нерозділене кохання до Клер.
У 1-у сезоні Вільям вітає свої заручини з Клер, оскільки був дуже закоханий у неї з дитинства, але показує небажання через політичність цього кроку. Вільям також позиціонує себе як друг Алекса, роблячи вигляд, щоб поклонитися йому, як Обранцеві, але він таємно служник алкалітів Гавриїла у Везі. Вільям згодом одружився з Клер, хоча вона пізніше засуджує його до ув'язнення. Врятований та вивезений за межі Веги своїм батьком, Девідом Вілом, довгий час вважався загиблим або померлим.
У 2-у сезоні Вільям повертається в охоплену громадянською війною Вегу з проповідями, говорячи про себе як про Обраного. Він швидко здобуває популярність серед представників найнижчої касти V1. Часи поневірянь дуже змінили Вільяма — тепер він готовий на все заради своєї мети, навіть на вбивство.
- Шивані Гай — Аріка/Евелін. Красива й підступна королева Гелени, далекого та загадкового укріпленого міста, Евелін з'явилась у Везі під ім'ям Аріки, дружини правлячої королеви та дипломата, наділеного правом вести переговори. Справжні мотиви Евелін загадкові й незрозумілі для мешканців Веги. Вона робить все можливе для підтримання миру між двома містами, витонченно та майстерно знаходячи спільну мову з усіма членами правлячої еліти Веги.
- Алан Дейл — генерал Едвард Райзен. Справжнє прізвище не відоме. До війни з янголами був цивільним фінансовим аудитором, який працював на замовлення армії. Під час нападу янголів перебував на військовій базі та вдягнув форму загиблого генерала Райзена. Правитель міста Веги, голова дому Райзенів і батько Клер. Райзен — самовідданий правитель Веги; він полководець, який залишається зразком сили та обов'язку, навіть незважаючи на проблеми зі здоров'ям. 25 років тому Райзен привів людство до перемоги у війні на винищення, організувавши вцілілих під своїм керівництвом і розгромивши армію Гавриїла. Після перемоги Райзен допоміг побудувати місто Вега та запровадив класову систему для забезпечення порядку та виживання міста. Пізніше зняв з себе обов'язки та вирушив у Нью-Делфі.
- Кім Енгелбрехт — сержант Нома Бенкс. Сержант Корпусу Архангелів у Везі, напарниця та близька подруга Алекса. Нома завжди прикриває спину Алекса, вони довіряють один одному, вона знає про його заборонені стосунки із Клер і тримає це в таємниці. Нома і Алекс мали випадкові романтичні та сексуальні стосунки, коли були новобранцями. Але їх довелося розірвати, про них дізнався командир загону. Після цього Алекс зустрів Клер Райзен.
Пізніше з'ясувалося, що Нома — вищий ангел, який підтримує Михаїла та протистоїть Гавриїлу, призначена Михаїлом стежити за Алексом та охороняти його. Її історія перед війною на винищення залишається невідомою, хоча вона була в романтичних стосунках з Фуріадом на початку історії. Спочатку тримала свою ідентичність у секреті, але Гавриїл змусив її розкрити себе Алексу, коли зіштовхнув з будівлі. У фіналі першого сезону захоплена силами Гавриїла в невдалій спробі повалити його і ув'язнена в храмі. 
 Пізніше Нома тікає з Алексом після бомбардування храму Гавриїла, відправляється з ним у Нью-Делфі. Під час другого сезону вона і Алекс — партнери і близькі друзі, більш того, між ними відроджуються романтичні почуття. Нома допомагає Алексу шукати союз з Джуліаном і Нью-Делфі, боротися з архангелами та вищими ангелами. Заради порятунку Обраного вона жертвує своїми крилами. Бенкс відчуває суперечливі почуття: бореться зі втратою крил і своєї янгольської ідентичності та боїться втратити Алекса Леннона знову, тому що той зустрівся з Клер. Паралельно у кінці другого сезону розкриваються інші подробиці. Зокрема, двадцять п'ять років тому Нома встала на бік Гавриїла і вбила матір Алекса, Чарлі, але не змогла зробити те ж саме з дитиною. Михаїл приховав її роль у смерті Чарлі перед Джипом Генсоном, вимагаючи компенсувати цей борг перед її сином. Бенкс поклялася Михаїлу у вірності та завжди захищати Алекса і пожертвувати своїм життям заради нього. Проте вона в кінцевому підсумку зраджує Михаїла, примкнувши до Люцифера та надбавши у подарунок нові, білі крила, що шокує Леннона.
З Алексом Нома грайлива і повна гумору. Проте, як друг може без зайвих церемоній поставити його на місце. Наприклад, коли він п'яний хотів потрапити до Клер. Тим не менш, Нома є вищим ангелом, що відображає сильне почуття мужності, жертовності та відданості. Архангел Михаїл навіть сказав їй, що вона має честь на відміну від тих янголів, яких він бачив за останні десятиліття. В останній серії 2 сезону Нома зніяковіло вислуховує зізнання Алекса в коханні та лаконічно підсумовує, що «рада, що він прозрів».

## Другорядні ролі
- Джонатан Говард — Ітен Мак. Сержант Корпусу Архангелів у Везі, напарник і друг Алекса та Номи, працює охоронцем дому Вілів. Він ставиться до Алекса як до рідного брата й усвідомлює, що Нома зацікавлена ним. Ітан торгує рідкісними товарами (наприклад, віскі та парфумами), крадучи, принаймні частину з них, у аристократії міста та продаючи своїм побратимам. За словами Евелін, Ітен — гомосексуал.
- Антон Девід Джефта — Фуріад (сезони 1, 2). Вищий ангел, який приєднався до Гавриїла в його війні проти людства. Колись він був коханцем Номи, а тепер очолює Високу Гвардію Гавриїла. Фуріад належить до другої сфери ангелів (він є "Силою"). "Сили" були створені воїнами, чия задача - утримувати нижніх янголів у бойовому строю. Вони куди більш небезпечні ніж ті ангели, які захоплювали людські тіла під час війни. Фуріад, як і Гавриїл, завжди ненавидів людство; за словами Михаїла Фуріад імпульсивний і невгамовний. Його завжди можна впізнати по спеціальній броні червоного кольору, котру він носить. У другому сезоні Фуріад пережив бомбардування храму Гавриїла, після чого був убитий Номою, яка захищала Алекса.
- Емі Бейлі — Клементина Райзен. Дружина генерала Райзена та мати Клер. У даний час Клементина — янгол, котру її чоловік залишив жити у покинутому готелі «Люксор». Вона зберегла достатньо людських спогадів, щоби підтримувати таємні стосунки з генералом Райзеном, хоча це й було суворо заборонено. Їхній зв'язок викликав би різке засудження як з боку ангелів, так і людей. Клементина мріяла вийти з тіні та почати жити нормальним життям, хоча й розуміла неможливість здійснення такого бажання. Небезпечний секрет генерала Райзена згодом був викритий Алексом, Михаїлом і Клер. Коли Алекс вигнав янгола з тіла Клементини, вона залишилась в стані рослини, і Клер милосердно вбила свою мати. У 2-му сезоні Джуліан, щоб схилити на свій бік генерала Райзена, повертає дух янгола, який контролював тіло Клементини та за роки співіснування перебрав на себе її індивідуальність, до іншого тіла.

### 1 сезон
- Ленглі Кірквуд — Джип Генсон. Названий батько Алекса та чоловік Чарлі (див. Легіон (фільм)). Джип був героєм Веґи та пророком Обраного, якого довгий час вважали загиблим під час війни на знищення. Повертається в Веґу після 14-річного небуття та розкриває таємницю свого існування правителям Веґи. Роан, вищий янгол у тілі дитини, вбиває Джипа майже одразу після його повернення під час атаки на місто інших янголів.
- Бетсі Вілк — Біксбі. Юна сирота рангу V1, животіла в Везі, згодом отримавши захист дому Райзенів, що помітно покращило її становище. Вона зазнала поранень під час атаки ангелів. Девід Віл убив її, коли та лежала в лікарні, щоби попередити можливе розповсюдження нею чуток про Алекса Леннона, Обраного.
- Катрін Де Кандол — Уриїл. Архангел, сестра Михаїла, Гавриїла та близнюк Рафаїла. Уриїл з'явилась після багатьох років невтручання в янгольські справи як новий гравець з невизначеними намірами та лояльністю. Спочатку вона демонструвала вірність Михаїлу, але згодом уклала альянс із Гавриїлом. Хитрість Уриїл та її схильність до інтриг зробили її в певній мірі ексцентричною. Михаїл та Гавриїл іноді називали її божевільною. Здається, що єдина точно відома мета Уриїл, — розшифрувати татуювання на тілі Обраного, які зможуть повернути Бога назад. В другому сезоні Уриїл, як вважають її брати, загинула під час бомбардування храму Гавриїла.
- Кевін Отто — Луїс. Нейтральний вищий ангел, біженець від війни на знищення. Луїс працював у Везі скромним продавцем-бакалійником. Його давній друг, Михаїл, був обізнаний щодо його місцезнаходження (а також місцезнаходження всіх інших нейтральних янголів у Везі) та захищав таємницю їх справжньої природи від сената. Пізніше Михаїл заявив, що Луїсу та іншим нейтральним ангелам настав час обирати свою сторону в війні Гавриїла. Наприкінці першого сезону Луїса було знайдено розтнутим живцем Беккою Торн, яка проводила експерименти на вищих янголах. Михаїл убив Луїса за його власним бажанням, подарувавши другу милосердну смерть і пообіцявши, що вони зустрінуться знову, коли Бог повернеться.
- Розалінда Халстед — Сенатор Бекка Торн. Одна з консулів Сенату, голова дому Торнів, довірена особа Райзенів, Бекка є однією з найвпливовіших людей у Везі. Вона контролює всі наукові та медичні заклади міста. В Сенаті вона виступає суперником Девіда, підтримучи генерала Райзена, котрий в будь-яку мить може померти від сердечної недостатності. Бекка - близька подруга Клер; також вона підтримує заборонений зв'язок із Михаїлом. Пізніше вона гине від його руки, коли той дізнається про її експерименти над ангелами.
- Тайрон Кео — Лейтенант Вінс. Охоронець дому Вілів.
- Кенет Фок — Капітан Фінч. Капітан Корпусу Архангелів, командуючий офіцер підрозділу Алекса, Номи та Ітена. В фіналі першого сезону Фінч і два його солдати стали свідками вбивства Михаїлом сенатора Бекки Торн. Під час короткого поєдинку Фінч також був убитий Михаїлом, який перерізав йому горлянку своїми крильми.
- Денні Кео — Томас Фрост. Один із сенаторів Веґи, Фрост відповідає за агровежі, де вирощується переважна частина їжі. Будучи також одним із батьків-засновників міста, Фрост щиро вірить у пришестя Обраного. Він є союзником генерала Райзена і політичним противником Девіда Віла, оскільки перш за все цінує істину. Зрештою Райзен убив Томаса Фроста, коли той намагався публічно розкрити таємницю Обраного.
- Фіона Рамсей — Бленк Ромеро. Одна з сенаторів Веґи, Ромеро несе відповідальність за функціонування життєво важливого для мешканців Веґи ядерного реактора. Хитра й розумна, вона опозиціонує Райзену та підтримує Девіда Віла, коли їй це вигідно. За словами Ітена Мака, Ромеро зловживає алкоголем. Можливо, вона робить це через втрату всієї своєї родини під час війни на знищення.
- Луам Стейплс — Роан. Вперше Роан з'являється на екрані під виглядом загадкової дитини-вченого. Аріка з її жіночою свитою супроводжують генія в місто Веґу. Однак хлопець, якому сприяє Евелін, повелителька Гелени, здається кимось більшим, ніж надзвичайно одарованою дитиною. Підозри підтверджуються, коли під час нападу на місто Роан видає свою справжню природу. Він - вищий янгол, один із Сил; він приєднався до Гавриїла і вбив Джипа Генсона перед тим як втекти з Веґи. Цей інцидент зіпсував стосунки між Вегою та Геленою.
- Джулі Хартлі — Феліція Алдрін. Вищий янгол, вона працювала в домі Райзенів служанкою Клер Райзен. Спочатку Феліція зберігала нейтралітет, а потім таємно приєдналась до Гавриїла. Феліція спробувала вбити Алекса, але зазнала невдачі та була вигнана з Веґи.

### 2 сезон
- Ніколас Бішоп — Ґейтс Фоулі. Військовий геній, який допоміг побудувати місто Веґу таким, яким воно є. Ґейтс - інженер і старий приятель дому Райзенів; він підтримує в робочому стані системи живлення міста електроенергією. Він є випускником Массачусетського технологічного інституту і відданим фанатом команди Бостон Ред Сокс, чию гру в чемпіонаті 2004 р. переглядає для отримання додаткової мотивації у вирішенні складних проблем.
- Саймон Меррелс — Джуліан. Хитрий і могутній лідер Нью-Делфі. Джуліан — загадкова людина з мотивами такими ж сумнівними, як і його минуле, проте він піде на все, щоб захистити своє місто. Як з'ясовується пізніше Джуліан — янгол-діада, в якому сутність янгола не вбила людську; вони існують в ньому одночасно, підсилюючи одна одну. Джуліан контролюється духом Лірея — янгола, якого Михаїл у біблійні часи позбавив тіла за надмірну жорстокість при покаранні мешканців Содому та Гоморри та прирік на вічне блукання у Темряві.
- Христина Чонг — Зої Холовей. Член Корпусу Архангелів Веґи. Стала дезертиром, коли не змогла більше витримувати свої обов'язки з охорони V6. Смілива й жорстока, Зої приєдналась та очолила повстанців угрупування V1, яке ставило собі за мету повалення влади Клер. Застрелена Клер у в'язничній камері Веґи.
- Олівія Мейс — Лорел. Лідер Меллорі (штат Алабама) — містечка людей, які вижили у війні та змогли незрозумілим чином відокремитись від її наслідків. Лорел глибоко побожна і непохитна в своїй рішучості.
- Люк Тайлер — Піт. Енергійний, веселий, оптимістичний підліток; до настання Апокаліпсису жив у штаті Місурі. В тіло Піта вселився янгол і перебував там до того моменту, коли Алекс провів екзорцизм, повернувши Піту контроль над власним тілом. Він приходить до тями на пустій дорозі посеред зруйнованого війною світу, не пам'ятаючи нічого про роки, коли янгол володів його тілом, але зберігаючи спогади про своє колишнє життя. Згодом допомагає Алексу та Номі. Але повернення справжнього Піта виявляється недовгим. Під час перебування у Нью-Делфі він знову втрачає контроль над своїм тілом — за допомогою Джуліана господарем тіла Піта стає янгол Мінатос.
- Діармейд Мерта — Вес Фуллер. Мешканець Меллорі, він лояльно ставиться до Лорел, але не довіряє Михаїлу.
- Хакім Кае-Казім — Пророк. Загадкова особа, яка на мить з'явилася перед Номою в лісі, а згодом допомагає втекти від переслідування чорнооких Джуліана, вказуючи напрямок втечі. Зображений на картині в храмі містечка Меллорі. Має силу лише жестом запалювати «чорнооких» нищівним вогнем, який поглинає їх зсередини. У своїх діях керується зовнішнім голосом, який вважає божим. Натомість Михаїл підозрює, що той чує голос Люцифера.

## Місцевості
- Веґа — частина колишнього Лас-Вегаса.
- Нью-Делфі.
- Гелена.
- Меллорі — поселення в штаті Алабама, мешканців якого оберігає від «чорнооких» захисне багаття на площі містечка. Існування в Меллорі базується на чітких та суворих правилах, встановлених Пророком.
- Тернер — покинуте містечко за 20 миль на південь від Нью-Делфі. Згадується генералом Едвардом Райзеном у розмові з Клементиною при спробі убезпечити її життя при втечі з Нью-Делфі.

## Артефакти
- Сьома печатка «Апокаліпсису». За словами Гавриїла була залишена йому Богом. На Різдво 2016 року, перебуваючи у Джаспері (штат Техас), Гавриїл у бесіді з Михаїлом звинувачує людство у тому, що Бог пішов і залишив їх, зневірившись у власному творінні — людях. Вважаючи, що Бог повернеться, коли з земного лику зникне остання людина, Гавриїл ламає печатку, відкриваючи янголам шлях з Небес на Землю та розпочинаючи війну на винищення між янголами та людством.
- Небесна сталь.
- Амфора Пітьми — п'ята амфора з семи, які містять «гнів божий». Відкрита амфора звільняє внутрішню пітьму істоти, на яку діє, позбавляє розуму видіннями, примушує шкодити собі та іншим. Застосована Гавриїлом у Везі для знекровлення міста та прикриття атаки янгольської армії, яку Джуліан свого часу зібрав у Нью-Делфі, а Гавриїл підкорив собі після повалення господаря міста. Була віднайдена Номою та знищена Алексом, перетворившись на порох у руках Обраного, чи не єдиного, хто не піддався її навіюванням.
- Захисний вогонь Меллорі.

## Факти
- Слова, що формуються з «апокрифів» на тілі Алекса в 5 серії, насправді складені з «Іліади» Гомера — рапсодія А[3].
- У третій серії першого сезону можна чітко побачити, що начебто мертва сестра Бекки дихає, коли Бекка та Девід розмовляють[4].
- У четвертій серії жінка-архангел спочатку згадується, як Разіель, проте в більш пізніх епізодах вона згадується вже як Уріель[5].

## Сприйняття
«Домініон» здобув змішані відгуки. На Metacritic 1-й сезон шоу має 47 балів зі 100, які базуються на 13 відгуках критиків; за глядацькими вподобаннями 1-й сезон має середній рейтинг 8,0/10 на основі 169 відгуків, а 2-й сезон — 8,3/10 на основі 35 відгуків.
На Rotten Tomatoes 1-й сезон шоу має середній рейтинг 5,5/10 на основі 21 огляду; за глядацькими вподобаннями 1-й сезон має середній рейтинг 4,1/5 на основі 228 відгуків, а 2-й сезон — 4,7/5 на основі 122 відгуків.
Рейтинг на IMDb — 6,8/10 на основі 21 013 голосів.
Рейтинг на TV.com — 7,5/10 на основі 372 глядацьких відгуків.
Серіал отримав позитивні відгуки південноафриканського глядача: